# Riofrío, Colombia
Riofrío är en ort i Colombia.   Den ligger i departementet Valle del Cauca, i den centrala delen av landet, 250 km väster om huvudstaden Bogotá. Riofrío ligger 942 meter över havet och antalet invånare är 9 236.
Terrängen runt Riofrío är kuperad åt nordväst, men åt sydost är den platt. Runt Riofrío är det ganska tätbefolkat, med 166 invånare per kvadratkilometer. Närmaste större samhälle är Tuluá, 13,1 km sydost om Riofrío. Omgivningarna runt Riofrío är en mosaik av jordbruksmark och naturlig växtlighet.